# Stazione di Naka-Oguni
La stazione di Naka-Oguni (中小国駅?, Naka-Oguni-eki) è una stazione ferroviaria di Sotogahama, località della prefettura di Aomori della regione del Tōhoku. La stazione, è sotto la gestione congiunta di JR East e JR Hokkaido.

## Linee
- JR Hokkaido
  - Linea Tsugaru-Kaikyō
- JR East
  - Linea Tsugaru

## Binari
La stazione, gestita da JR Hokkaido e JR East, è dotata di un unico binario servente le due direzioni.
| 1 | ■ Linea Tsugaru | per Aomori e Kanita | per Imabetsu e Minmaya |